# Maguilla (kommunhuvudort)
Maguilla är en kommunhuvudort i Spanien.   Den ligger i provinsen Provincia de Badajoz och regionen Extremadura, i den sydvästra delen av landet, 290 km sydväst om huvudstaden Madrid. Maguilla ligger 546 meter över havet och antalet invånare är 1 112.
Terrängen runt Maguilla är platt. Runt Maguilla är det glesbefolkat, med 16 invånare per kvadratkilometer. Närmaste större samhälle är Azuaga, 17,1 km sydost om Maguilla. Trakten runt Maguilla består till största delen av jordbruksmark.